# Garnério de São Vítor
Garnério de São Vítor (em latim: Garnerius S. Victoris; em francês:  Gautier de Saint-Victor; m. c. 1180) foi um teólogo, filósofo místico e cônego em Paris. Nada mais se sabe sobre ele, exceto que, por volta de 1175, era o prior da Abadia de São Vítor, que, na época do Terceiro Concílio de Latrão (1179), escreveu a celebrada polêmica "Contra quatuor labyrinthos Franciae" e que morreu por volta de 1180.

## Obras

### Contra quatuor labyrinthos Franciae
César-Egasse du Boulay foi o primeiro a chamar atenção para o tratado de Garnério, Contra quatuor labyrinthos Franciae ("Contra os quatro labirintos da França") e publicou trechos da obra.
Os "Quatro labirintos" contra os quais a obra é dirigida são os quatro grandes mestre do pensamento escolástico primitivo: Pedro Abelardo, Gilberto de la Porrée, Pedro Lombardo e Pedro de Poitiers. O texto é um amargo ataque sobre a utilização do método dialético na teologia e condena a utilização da lógica na elucidação dos mistérios da fé. Garnério se revolta contra o tratamento dado aos mistérios da Trindade e da Encarnação "com leviandade escolástica". Descartando as melhores tradições da Escola de São Vítor, Garnério descarrega impropérios a filósofos, teólogos e gramáticos ("Que tua gramática fique contigo até a perdição", vocifera ele). Esta violência, porém, acaba atrapalhando e, finalmente, negando seu objetivo, que era desacreditar os dialéticos.
Não apenas ele fracassou em convencer seus contemporâneos, como provavelmente acelerou o triunfo do método que ele detestava. Quatro anos depois que sua polêmica foi publicada, Pedro de Poitiers, um dos "labirintos", foi elevado pelo papa à posição de chanceler da Diocese de Paris e, antes do fim da década, Pedro Lombardo, outro "labirinto", foi reconhecido como autoridade em teologia, com seu método adotado nas escolas e suas famosas "Sentenças" lida e comentada por todos os grandes mestres da época — uma distinção que manteve por todo o século XIII.

## Demais obras
Também sobreviveram alguns sermões de Garnério.
Finalmente, a Garnério tem sido atribuída a invenção do termo "suicídio" (do latim "suicida");